# Giải quần vợt Wimbledon 2023 - Đôi nữ xe lăn
Yui Kamiji và Dana Mathewson là đương kim vô địch, nhưng Mathewson không tham dự giải đấu. Kamiji đánh cặp với Kgothatso Montjane, nhưng thua trong trận chung kết trước Diede de Groot và Jiske Griffioen, 1–6, 4–6.

## Hạt giống
1. Yui Kamiji /  Kgothatso Montjane (Chung kết)
2. Diede de Groot /  Jiske Griffioen (Vô địch)

## Kết quả

### Từ viết tắt
| - Q = Vòng loại - WC = Đặc cách - LL = Thua cuộc may mắn - Alt = Thay thế - SE = Miễn đặc biệt | - PR = Bảo toàn thứ hạng - w/o = Thắng nhờ đối thủ rút lui trước trận đấu - r = Bỏ cuộc giữa trận đấu - d = Bị xử thua - SR = Xếp hạng đặc biệt |

### Chung kết
|  | Bán kết | Bán kết                        | Bán kết | Bán kết                        | Bán kết |   |                               | Chung kết | Chung kết | Chung kết | Chung kết | Chung kết |  |
|  |         |                                |         |                                |         |   |                               |           |           |           |           |           |  |
|  | 1       | Yui Kamiji Kgothatso Montjane  | 4       | 6                              | 6       |   |                               |           |           |           |           |           |  |
|  | 1       | Yui Kamiji Kgothatso Montjane  | 4       | 6                              | 6       |   |                               |           |           |           |           |           |  |
|  |         | Momoko Ohtani Zhu Zhenzhen     | 6       | 2                              | 3       |   |                               |           |           |           |           |           |  |
|  |         | Momoko Ohtani Zhu Zhenzhen     | 6       | 2                              | 3       | 1 | Yui Kamiji Kgothatso Montjane | 1         | 4         |           |           |           |  |
|  |         |                                |         |                                |         | 1 | Yui Kamiji Kgothatso Montjane | 1         | 4         |           |           |           |  |
|  |         |                                | 2       | Diede de Groot Jiske Griffioen | 6       | 6 |                               |           |           |           |           |           |  |
|  |         | Lucy Shuker Aniek van Koot     | 2       | Diede de Groot Jiske Griffioen | 6       | 6 | 3                             | 2         |           |           |           |           |  |
|  |         |                                |         |                                |         |   |                               | 2         |           |           |           |           |  |
|  | 2       | Diede de Groot Jiske Griffioen | 6       | 6                              |         |   |                               |           |           |           |           |           |  |